# Judge Priest
Judge Priest is een Amerikaanse filmkomedie uit 1934 onder regie van John Ford.

## Verhaal
Rechter Billy Priest spreekt recht in een klein stadje in Kentucky. Hij tracht bovendien zijn neef te koppelen aan een vrouw.

## Rolverdeling
| Acteur            | Personage       |
| ----------------- | --------------- |
| Will Rogers       | Judge Priest    |
| Tom Brown         | Jerome Priest   |
| Anita Louise      | May Gillespie   |
| Henry B. Walthall | Ashby Brand     |
| David Landau      | Bob Gillis      |
| Rochelle Hudson   | Virginia Maydew |
| Roger Imhof       | Billy Gaynor    |
| Frank Melton      | Flem Talley     |
| Charley Grapewin  | Jimmy Bagby     |
| Berton Churchill  | Horace Maydew   |
| Brenda Fowler     | Caroline Priest |
| Francis Ford      | Jurylid         |
| Hattie McDaniel   | Tante Dilsey    |
| Stepin Fetchit    | Jeff Poindexter |